# 高橋松蔵
高橋 松蔵（たかはし まつぞう、1905年〈明治38年〉12月14日 - 1981年〈昭和56年〉1月31日）は、日本の外科医、内科医、小児科医。紫野診療所元所長、京都民医連第2代会長、ミノファーゲン製薬本舗元顧問。

## 略歴
新潟県出身。新潟師範学校附属小学校を経て、1922年（大正11年）3月に新潟中学校を4年で修了（四修）、1925年（大正14年）3月に新潟高等学校を卒業、1929年（昭和4年）3月に京都帝国大学医学部医学科を卒業。
1929年（昭和4年）4月に京都帝国大学医学部外科学教室副手に就任、1930年（昭和5年）9月15日に京都府宇治市の花屋敷浮舟園で結婚。
1931年（昭和6年）に京都府京都市左京区田中馬場町の養正隣保館に診療所を開設。昼は京都帝国大学医学部附属医院に勤務し、夜は養正隣保館の診療所と洛北診療所で被差別部落の患者を診療した。
1933年（昭和8年）4月に京都帝国大学理学部大学院に入学、動物学教室で研究に従事、1938年（昭和13年）4月に京都帝国大学理学部副手に就任、同年に肝臓疾患とアレルギー性疾患の治療薬「ミノファーゲン」を創製した。
1944年（昭和19年）4月に北京電報電話公社病院院長に就任、1945年（昭和20年）5月に京都帝国大学理学部非常勤講師に就任。
1948年（昭和23年）4月に京都府京都市上京区紫野東野町（現 京都市北区紫野東野町）に紫野生活協同組合診療所を開設、1950年（昭和25年）に同所長に就任。
1953年（昭和28年）8月に京都民医連第2代会長に就任、1954年（昭和29年）6月に京都府保険医協会理事に就任、1971年（昭和46年）に、宇都宮徳馬が設立したミノファーゲン製薬本舗の顧問に就任。
1980年（昭和55年）末頃から病気で京都市の自宅にて療養中、1981年（昭和56年）1月31日午前9時に脳溢血のため死去、75歳没。
太平洋戦争の戦前から戦後、25年以上にわたって京都市で無産者診療活動に従事し、被差別部落の住民の生活と健康を守るために献身した。

## 親族
- 東上高志 - 娘婿。

## 著作物

### 著書
- 『免疫現𧰼・化學療法』民主主義科学者協会[編]、日本科学社〈学生叢書 自然科学篇 19〉、1947年。
- 『新しい生物學 1』須田正巳・桜田一郎・山田常雄・杉田元宜[共著]、日本科学社、1949年。

### 論文
- 「グルクロン酸に関する組織化学」『綜合医学』第11巻第4号、257-262頁、医学書院、1954年。